# Wiesław Knast

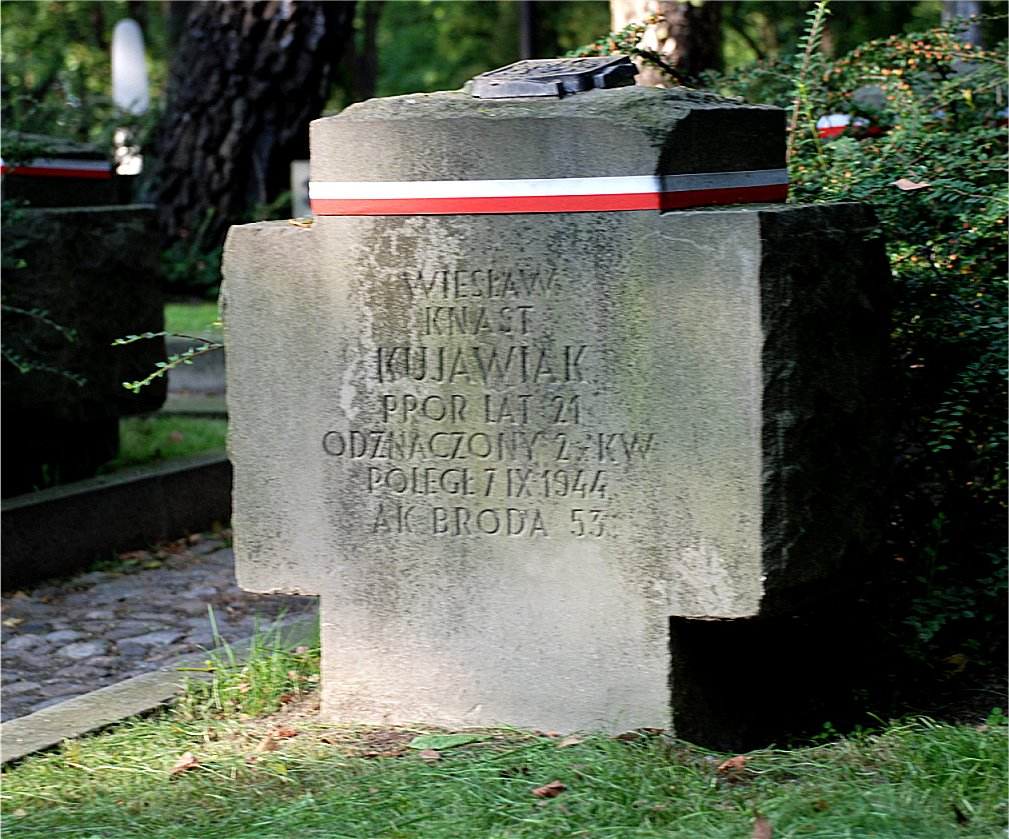
Grób na Powązkach Wojskowych

Wiesław Knast ps. Kujawiak (ur. 11 grudnia 1922, zm. 7 września 1944 w Warszawie) – podporucznik, powstaniec warszawski, żołnierz kompanii „Motyl” Batalionu „Czata 49” w Zgrupowaniu „Radosław” Armii Krajowej.

## Życiorys
Podczas okupacji hitlerowskiej działał w polskim podziemiu zbrojnym.
W powstaniu walczył na Woli i Starym Mieście. Poległ 7 września 1944 przy ul. Książęcej na Czerniakowie. Miał 21 lat. Został pochowany w kwaterach żołnierzy i sanitariuszek batalionu „Parasol” na Wojskowych Powązkach w Warszawie (kwatera A24-12-8).
Został dwukrotnie odznaczony Krzyżem Walecznych.